# Urkeš
Urkeš ali Urkiš, sedanji Tell Mozan (arabsko تل موزان‎) je tell, naseljena gomila ob vznožju gorovja Taurus v severni Siriji. Ustanovljen je bil v 4. tisočletju pr. n. št. Ustanovili so ga verjetno Huriti na mestu, ki je bilo naseljeno že nekaj stoletij pred njimi.

## Geografija
V gornjem porečju Haburja je bilo v tistem času tudi več drugih mest, na primer Čagar Bazar 22 km južno od Tell Mozana, Tell Arbid 45 km južno, Tell Brak okoli 50 km južno in Tell Leilan okoli 50 km vzhodno. Leilan, Brak in Urkeš so izstopali predvsem  akadskem obdobju.

## Zgodovina
Huriti so kmalu po prihodu na to ozemlje ustanovili majhno državo (ali več držav) Urkeš. Urkeš je bil s sklepanjem dinastičnih zakonskih zvez stalno zaveznik Akadskega cesarstva. Taram-Agade, hčerka akadskega kralja Naram-Sina, naj bi bila poročena s kraljem Urkeša. V začetku 2. tisočletja pr. n. št. je mesto prešlo v roke vladarjev Marija, mesta nekaj sto kilometrov južno od Urkeša. Kralj Urkeša je postal vazal in očitno imenovana marioneta marijskih kraljev. Prebivalci Urkeša so bili zaradi tega očitno ogorčeni, saj kraljevi arhivi v Mariju dokazujejo njihov močan odpor. Kralj Marija v enem od pisem svojemu kolegu iz Urkeša pravi: "Nisem vedel, da vas sinovi vašega mesta sovražijo na moj račun. Toda vi ste moj, četudi mesto Urkeš ni." Sredi 2. tisočletja pr. n. št. je bil Tell Mozan mitansko versko mesto. Zdi se, da je bilo mesto okoli leta 1350 pr. n. št. večinoma zapuščeno, čeprav arheologi še ne vedo zakaj.
Znani so naslednji urkeški endani (kralji):
- Tupkiš (okoli  2250 pr. n. št.)
- Tiš-atal  (neznano kdaj)
- Šatar-mat (neznano kdaj)
- Atal-šen (neznano kdaj)
- Te'irru (okoli 1800 pr. n. št.)

## Arheologija
Celo mesto ima površino okoli 35 hektarjev. Večino prostora zaseda zunanje mesto. Gomila je visoka 25 metrov in ima površino okoli 18 hektarjev. Na njej je pet manjših gomil. Gomila je imela obzidje iz blatnih zidakov, visoko približno sedem metrov in široko približno osem metrov.
Med pomembne izkopane zgradbe spadajo Tupkiševa kraljeva palača in njej pripadajoče podzemne strukture (Abi), monumentalna tempeljska terasa s trgom pred njo in templjem na vrhu, bivalne četrti, pokopališča ter notranje in zunanje mestno obzidje.
Prvo sondiranje najdišča je izvedel Max Mallowan. Njegova žena Agatha Christie je ob tem zapisala, da so se odločili, da raziskav na tem mestu ne bodo nadaljevali, ker se je zdelo, da je iz rimskega obdobja. V kasnejših izkopavanjih niso našli nobene sledi rimske naselitve. Mallowan je nadaljeval z izkopavanjem mesta Čagar Bazar južno od Urkeša.
Izkopavanja v Tell Mozanu so se začela leta 1984 in trajala sedemnajst sezon. Delo sta vodila Giorgio Buccellati iz UCLA in Marilyn Kelly-Buccellati s Kalifornijske državne univerze v Los Angelesu. Sezona 2007 je bila namenjena predvsem obdelavi gradiva, predvsem izkopnih enot A16, J1, J3 in J4. V J1 je bil opravljeno manjše sondiranje, ki naj bi razjasnilo prehod med mitanskim in haburskim obdobjem mesta. Pri izkopavanjih so v različnih obdobjih sodelovale tudi druge skupine strokovnjakov, vključno iz Nemškega arheološkega instituta.
V Urkešu je bila odkrita ena od najpomembnejših fiksnih referenčnih točk za kronologijo Asirije: odtisi pečata Naram-Sinove hčerke Taram-Agade, ki so zaradi stratigrafije trdno povezani s fazo 3 zasedbe palače AP.  Najdbe izkopavanj v Tell Mozanu so na ogled v Muzeju Deir ez-Zora.

## Sirska državljanska vojna 2015-
Izkopavanja so bila leta 2011 prekinjena in se zaradi sirske državljanske vojne še niso nadaljevala. Mesto stoji na kurdskem ozermlju bližini sirske meje s Turčijo. Varuje ga kurdska vojska in skupina lokalnih delavcev (2015).